# Dimerocostus argenteus
Espèce
Classification phylogénétique
Dimerocostus argenteus est une espèce de plante du genre Dimerocostus de la famille des Costaceae.